# Линия Вэньху
Линия Вэньху (до 2009 года — линия Мучжа) — первая линия Тайбэйского метрополитена. Это линия лёгкого метро, обслуживаемая поездами на шинном ходу. Линия Вэньху соединяет районы Наньган, Нэйху, Чжуншань, Суншань, Даань, Синьи и Вэньшань. Аэропорт Суншань обслуживается одноимённой станцией метро.

## История
- 28 марта 1996 — открыт первый участок линии длиной 10,5 километров. На линии было 12 станций: «Тайбэйский зоопарк», «Мучжа», «Община Ваньфан», «Госпиталь Ваньфан», «Синьхай», «Линьгуан», «Лючжанли», «Строение Кэцзи», «Даань», «Чжунсяо-Фусин», «Восточная Нанкинская улица» и «Средняя школа Чжуншань».
- 24 декабря 1999 — на станции «Чжунсяо-Фусин» открыт переход на линию Баньнань.
- 4 июля 2009 — открыт участок Нэйху от станции «Средняя школа Чжуншань» до станции «Выставочный центр Наньган» длиной 14,7 километров. Всего было открыто 12 новых станций.
- 8 октября 2009 — линия была переименована в «Вэньху».

## Технические подробности
Вэньху — линия лёгкого метро, обслуживаемая поездами на шинном ходу. На линии используются четырёхвагонные поезда типа Matra VAL 256 и Bombardier CITYFLO 650. Каждый вагон может вместить 105-107 пассажиров. Подвижной состав полностью автоматический, управление движением поездов осуществляется компьютеризированным центром. Максимальная скорость поезда — 80 км/ч. Обслуживание поездов происходит в депо Мучжа.
Все станции на линии, за исключением подземных станций «Аэропорт Суншань» и «Дачжи» — эстакадные. На линии есть станции как с островными, так и с боковыми платформами. На всех станциях линии установлены платформенные раздвижные двери. Среднее время стоянки поезда на станции — 20-30 секунд, а на пересадочной станции Чжунсяо-Фусин — 45 секунд. Станции оснащены эскалаторами и лифтами для пожилых людей и инвалидов.

## Фотографии
- Поезд типа Matra VAL 256
- Станция «Тайбэиский зоопарк»
- Станция «Чжунсяо-Фусин»
- Станция «Выставочный центр Наньган»